# Druzjbarørledningen
Druzjbarørledningen (russisk: Дружба (нефтепровод), tr. Druzjba (nefteprovod); dansk: ~ Venskab (rørledning)) er verdens længste olierørledning. I Rusland drives rørledningen af det russiske selskab Transneft. Rørledningen blev indviet af Sovjetunionen i 1964 for at transportere olie fra de østlige dele af europæisk Rusland til modtagere i Ukraine, Hviderusland, Polen, Ungarn, Tjekkoslovakiet og Tyskland, over 5000 km længere mod vest. Druzjbarørledningen har en kapacitet på 1,2 til 1,4 millioner tønder olie per dag og er med en samlet transport af 60-70 millioner tons per år den rørledning, der fragter mest olie fra Rusland til andre lande i Europa.
Druzjbarørledningen starter i Samara i det sydøstlige Rusland, hvor olie fra vestlige Sibirien, Ural og Det kaspiske hav bliver hentet. Derfra går ledningen til Mazir i det sydlige Hviderusland hvor den deles i en nordlig og sydlig linjeføring. Den nordlige del går til Polen og Tyskland og den sydlige til Ukraine, Slovakiet, Tjekkiet og Ungarn. Det er planlagt at forlænge den nordlige linjeføring til den tyske havneby Wilhelmshaven og den sydlige er planlagt forlænget til Kroatien.
8. januar 2007 standsede Transneft tilførslen til Druzjbarørledningen i Hviderusland som en reaktion på landets indføring af en transportafgift på 45 dollar per ton olie. Samtidigt blev Hviderusland beskyldt for at uretmæssigt at have tappet olie fra olierørledingen. 30 % af EU's totale import af olie kommer fra Rusland, og halvdelen af denne olie går gennem Druzjbarørledningen.